# Pseudagrion camerunense
Pseudagrion camerunense là một loài chuồn chuồn kim thuộc họ Coenagrionidae. Loài này có ở Bénin, Cameroon, Bờ Biển Ngà, Ghana, Guinea, Guinea-Bissau, Nigeria, và Togo. Môi trường sống tự nhiên của chúng là sông ngòi.